# Tufiño
Tufiño ist eine Ortschaft und eine Parroquia rural („ländliches Kirchspiel“) im Kanton Tulcán der ecuadorianischen Provinz Carchi. Die Parroquia besitzt eine Fläche von 177,7 km². Die Einwohnerzahl lag im Jahr 2010 bei 2339.

## Lage
Die Parroquia Tufiño liegt in den Anden im äußersten Norden von Ecuador an der kolumbianischen Grenze. Der Río Carchi, Oberlauf des Río Guáitara, fließt entlang der Staatsgrenze nach Osten. Im äußersten Nordwesten erhebt sich der 4756 m hohe Vulkan Chiles. Der etwa 3220 m hoch gelegene Hauptort befindet sich 14 km westlich der Provinzhauptstadt Tulcán.
Die Parroquia Tufiño grenzt im Norden Kolumbien, im Osten an das Municipio von Tulcán, im Süden an die Parroquia Chitán de Navarretes und das Municipio von San Gabriel (beide im Kanton Montúfar), im Südwesten an die Parroquia La Libertad (Kanton Espejo) sowie im Westen an die Parroquia Maldonado.

## Geschichte
Die Ortschaft hieß ursprünglich Montañuela. Die Parroquia wurde am 6. Juni 1935 gegründet. Im Jahr 1946 wurde Ortschaft und Parroquia in "Tufiño" umbenannt. Namensgeber war der Kartograph Luis Gonzalo Tufiño.